# Macrohastina azela
Macrohastina azela är en fjärilsart som beskrevs av Butler 1878. Macrohastina azela ingår i släktet Macrohastina och familjen mätare. Inga underarter finns listade i Catalogue of Life.